# یواس‌اس بازلی (۱۸۶۳)
یواس‌اس بازلی (۱۸۶۳) (به انگلیسی: USS Bazely (1863)) یک کشتی بود که طول آن not known بود. این کشتی در سال ۱۸۶۳ ساخته شد.